# مریم ایراندوست
مریم ایراندوست (زاده ۱۴ بهمن ۱۳۵۷ در بندر انزلی) بازیکن سابق تیم ملی فوتبال زنان ایران و مربی حال حاضر تیم شهرداری سیرجان است.
مریم ایراندوست بعد از ۶ سال به دلیل کمبود نفرات تیم ملوان دوباره به فوتبال به عنوان بازیکن مربی برگشت و عملکرد این بازیکن ۴۰ ساله که برای فوتبال زنان سن زیادی محسوب می شود فوق العاده بوده است. او در ۴ بازی ۸ پاس گل برای ملوان داده است و زوج ویرانگری همراه با سارا قمی تشکیل داده است.

## زندگی‌نامه
ایراندوست متولد ۱۴ بهمن ۱۳۵۷ خورشیدی در بندر انزلی است. در یک خانواده کاملاً ورزشی رشد یافت و از سال ۷۱ ورزش را به صورت حرفه‌ای در رشته دو و میدانی و بسکتبال شروع کرد و کاپیتان تیم منتخب استان شد. فوتبال را از زمانی شروع کرد که پسرش راستین یکتاپرست ۲ ماهه بود.
وی علاوه بر سابقه عضویت و بازی در تیم ملی فوتبال بانوان ایران هم‌اکنون مربی حال حاضر تیم ملی فوتبال زنان ایران است. پیش از آن او سرمربی تیم ملوان وتیم ملی زیر ۱۶ سال ایران بود. او به عنوان بازیکن برای تیم‌های ملوان و پگاه گیلان بازی کرده‌است.
مریم ایراندوست دختر نصرت ایراندوست بازیکن پیشین باشگاه فوتبال ملوان بندر انزلی و مربی فوتبال آقایان است. او تا به حال به عنوان مدرس بین‌المللی فوتبال در چندین کشور به تدریس فوتبال پرداخته‌است.
پسرش راستین یکتاپرست فرزند محمدرسول یکتاپرست نیز با توجه به پرورش در یک خانواده ورزشی و فوتبالی به این رشته ورزشی روی آورده‌است و در تیم زیر ۱۱ سال ملوان کاپیتان است. بهترین و بدترین خاطره ورزشی اش از نظر خودش:
- روز بیاد ماندنی: بهمن ماه سال ۹۱ و بازی در حضور ۲۵۰۰ تماشاگر خانم در تختی انزلی.
- تلخ‌ترین خاطره ورزشی: حذف از حضور در مسابقات مقدماتی المپیک لندن به دلیل حجاب که توسط ناظر بحرینی صورت گرفت که پس از آن بازیکنان با اشک دور افتخار زده و بر پرچم ایران سجده کرده و استادیوم را ترک کردند آن هم پس از ۸ ماه اردوی سنگین.[۱]

## بازی در ملوان
از سال ۸۱ با تشکیل ورزش فوتبالِ بانوان در ایران شروع به کار کرد و همزمان به عنوان مربی و بازیکن ایفای نقش کرد.
وی در ۷۴ بازی رسمی به عنوان بازیکن در تیم فوتبال بانوان ملوان بندر انزلی به میدان رفته‌است و در این بازی‌ها ۳۶ مرتبه موفق به گلزنی شده‌است. او بعد از ۶سال در سال ۹۸ و در سن ۴۰سالگی به علت کمبود نفرات تیم ملوان که خود او مربی آن است به فوتبال بازگشت و زوج ویرانگری با سارا قمی تشکیل داده است. او در ۴ بازی ۸ پاس گل داده است که یک آمار فوق العاده برای یک بازیکن ۴۰ ساله می باشد .

### افتخارات
- کسب یک عنوان قهرمانی و سه نائب قهرمانی در لیگ برتر کشور با ملوان
- کسب مقام چهارم با تیم ملی نوجوانان بانوان ایران به عنوان مربی در مسابقات المپیک نوجوانان و جوانان در سنگاپور
- نایب قهرمانی مسابقات غرب آسیا با تیم ملی بزرگسالان ایران در سال ۹۰ امارات
- کسب عنوان بهترین بازیکن تورنومنت بین‌المللی فوتبال بانوان در پاکستان در فصل ۸۷–۸۸ با ۱۰ گل زده
- کسب عنوان بهترین مربی بانوان کشور در سال ۸۷

## مدارک مربیگری
- دارای مدرک مربیگری A کنفدراسیون فوتبال آسیا
- مدرک درجه ۳ داوری
- مدرک مدرسی مربیگری فوتبالِ آسیا از کشور مالزی